# Petrônio Domingues
Petrônio José Domingues é um professor e historiador brasileiro, especializado no estudo da história do negro no Brasil no período pós-abolição.

## Carreira
É graduado em História, mestre em História Econômica e doutor em História Social pela Universidade de São Paulo, e pós-doutor em História do Brasil Republicano pela Universidade Federal do Rio de Janeiro. Foi professor visitante da Universidade Estadual da Nova Jersey, nos Estados Unidos, e deu aulas na Universidade Estadual do Oeste do Paraná. Leciona nos programas de pós-graduação em História e Sociologia na Universidade Federal de Sergipe, onde também coordena o Grupo de Pesquisa Pós-Abolição no Mundo Atlântico.

## Obra
Seu trabalho como historiador enfoca diversos aspectos da história do negro no Brasil, como os movimentos sociais e políticos, memória, cidadania, associativismo, racismo e relações raciais, mobilidade social e protagonismo, participação feminina, revisão da historiografia, relações com a diáspora africana, identidade, negritude, contribuição do negro para a construção da sociedade e outros.
Tem grande bibliografia científica publicada. Segundo João Batista Gregoire, Domingues tem se destacado como "um dos maiores estudiosos da história do ativismo negro político" e como "um historiador comprometido em expandir o entendimento do multifacetado papel do negro na construção da sociedade brasileira". Segundo Flávio Gomes, "é um dos mais produtivos historiadores de uma nova geração que vem se debruçado sobre a pós-abolição", área em que é um dos pioneiros e uma referência, procurando desfazer mitos e resgatar a verdade histórica. Em 2020, com o livro Protagonismo negro em São Paulo: história e historiografia, foi um dos finalistas do Prêmio Jabuti nas categorias Ciências Humanas e Capas, o mais importante prêmio literário do Brasil.